# Ammasso Farfalla
L'Ammasso Farfalla (noto anche come M 6 o NGC 6405) è un brillante ammasso aperto visibile con facilità nella costellazione dello Scorpione.

## Osservazione

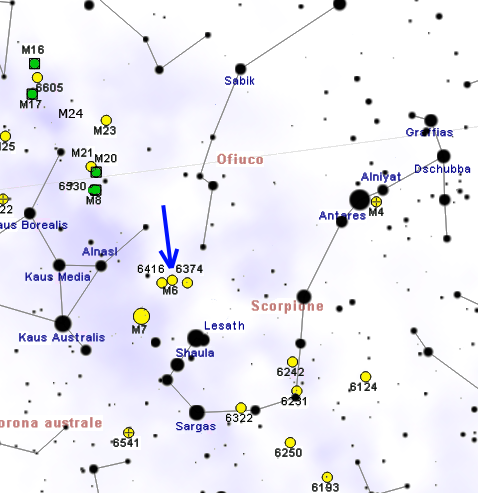
Mappa per individuare M6.

M6 è un ammasso estremamente facile da osservare: si trova infatti a metà via fra la coda dello Scorpione e la punta della freccia del Sagittario; è ben visibile ad occhio nudo e anche un piccolo binocolo è sufficiente per risolverlo in alcune decine di stelle molto vicine fra loro. Un 10x50 consente di vedere una quindicina di astri concentrati, mentre a ingrandimenti superiori l'ammasso è completamente risolto e le sue componenti ben distaccate; sul lato est è ben visibile la gigante rossa variabile BM Scorpii.
M6 può essere osservato con alcune difficoltà se il luogo di osservazione è molto settentrionale, mentre resta del tutto invisibile a latitudini nordeuropee o canadesi; dalle latitudini medie temperate è possibile osservarlo per alcune ore per notte, mentre dall'emisfero australe è visibile molto alto sopra l'orizzonte e in quasi tutte le notti. Il periodo migliore per la sua osservazione nel cielo serale è quello compreso fra aprile e settembre.

## Storia delle osservazioni
Fu scoperto da Hodierna prima del 1654 che lo descrisse così: "Quarta Nebulosa secunda, & exigua duarum est, quae candescunt iuxta Aculeum Scorpionis, haec vero ipsi Aculeo praeminet declinans à magna in Boream, & occasum".
Charles Messier lo trovò nel 1764, e lo descrisse come "un ammasso di piccole stelle tra l'arco del Sagittario e la coda dello Scorpione. A occhio nudo sembra una nebulosa senza stelle, ma anche un piccolo telescopio lo rivela come un ammasso di piccole stelle. Diam. 15'". Anche William Herschel e suo figlio John lo osservarono: il primo lo descrisse come un ammasso compatto di stelle sovrapposte, il secondo come un oggetto brillante e ricco.

## Caratteristiche
L'ammasso si estende per circa 20 anni luce e dista, secondo stime diverse, da 1500 a 2000 anni luce dalla Terra; l'incertezza è data soprattutto perché l'ammasso si trova in una regione oscurata dalla polvere interstellare. Come gli altri ammassi aperti è formato prevalentemente da stelle giovani blu sebbene la stella più luminosa sia arancione. L'età stimata di M6 è di circa 50 milioni di anni, il che lo rende simile a quella di diversi ammassi aperti situati lungo l'anello Lindblad, come l'Ammasso di Alfa Persei. Sono note circa 120 stelle che potrebbero essere membri fisici di M6; tuttavia, dato l'elevato numero di stelle che si sovrappongono sulla linea di vista, le componenti apparenti appaiono molte di più.
La dimensione apparente dell'ammasso è di 25 minuti d'arco e la sua magnitudine apparente media è pari a 4,2; quest'ultima tuttavia appare piuttosto variabile poiché la stella più luminosa, BM Scorpii, è una variabile semiregolare con una magnitudine che varia da 5,5 a 7, comportando una notevole variabilità della magnitudine totale dell'ammasso. Fra le altre componenti vi sarebbe una debole variabile Delta Scuti che oscilla di pochi decimi di magnitudine; la sua magnitudine massima si aggira attorno a 11,5.

### Libri
- (EN) Stephen James O'Meara, Deep Sky Companions: The Messier Objects, Cambridge University Press, 1998, ISBN 0-521-55332-6.

### Carte celesti
- Toshimi Taki, Taki's 8.5 Magnitude Star Atlas, su geocities.jp, 2005. URL consultato il 7 novembre 2010 (archiviato dall'url originale il 5 novembre 2018). - Atlante celeste liberamente scaricabile in formato PDF.
- Tirion, Rappaport, Lovi, Uranometria 2000.0 - Volume II - The Southern Hemisphere to +6°, Richmond, Virginia, USA, Willmann-Bell, inc., 1987, ISBN 0-943396-15-8.
- Tirion, Sinnott, Sky Atlas 2000.0 - Second Edition, Cambridge, USA, Cambridge University Press, 1998, ISBN 0-933346-90-5.
- Tirion, The Cambridge Star Atlas 2000.0, 3ª ed., Cambridge, USA, Cambridge University Press, 2001, ISBN 0-521-80084-6.